# Twine
Twine est un outil de création de jeux vidéo textuels, d'œuvres hypertextuelles et de fictions interactives rendus disponibles sous forme de pages web, créé par Chris Klimas. 

## Logiciel
Twine est un logiciel libre disponible pour Windows, Linux et macOS. Son interface graphique est basée sur l'interface en ligne de commande nommée twee,. 
Le logiciel Twine fournit une représentation visuelle de la structure hypertexte, à l'aide d'une "node map" (carte de nœuds). Un jeu se compose de "passages", blocs de texte reliés entre eux par des liens hypertextes.
Twine 2 dispose d'une interface web, en plus d'exister en version logiciel.

## Impact culturel
Twine dispose d'une interface graphique et ne requiert pas de connaissance particulière en programmation, contrairement à d'autres outils de développement de jeux. Plusieurs créateurs et critiques de jeux vidéo ont souligné la manière dont les artistes amateurs et indépendants ont pu s'approprier le logiciel. La conceptrice de jeux vidéo Anna Anthropy, en particulier, remarque une prolifération de petits jeux personnels réalisés sous Twine, et considère que Twine permet une plus grande prise de parole de la part des développeurs de jeux issus de communautés marginalisées. 
Plusieurs jeux conçus avec Twine ont été acclamés par la critique. Par exemple, Howling Dogs, de la conceptrice Porpentine, a remporté les prix "Best Story" (meilleure histoire) et "Best Writing" (meilleure écriture) à l'édition 2012 des XYZZY Awards (en)de la fiction interactive.
En permettant de créer des jeux, d'élaborer de la littérature électronique, de documenter des expériences ou de raconter des histoires sous la forme de fictions interactives, Twine vient brouiller les frontières entre les catégories « jeu , « récit » ou « littérature ».
La simplicité de Twine permet une diversification géographique des lieux de production de jeux vidéos indépendants et de récits non-linéaires.